# Дремел
Дремел (нід. Dreumel) — село в нідерландській провінції Гелдерланд. Входить до муніципалітету Вест-Мас-ен-Вал. Перша згадка про населений пункт датується 893-ім роком.
До 1984 року мало статус окремого муніципалітету.

## Галерея

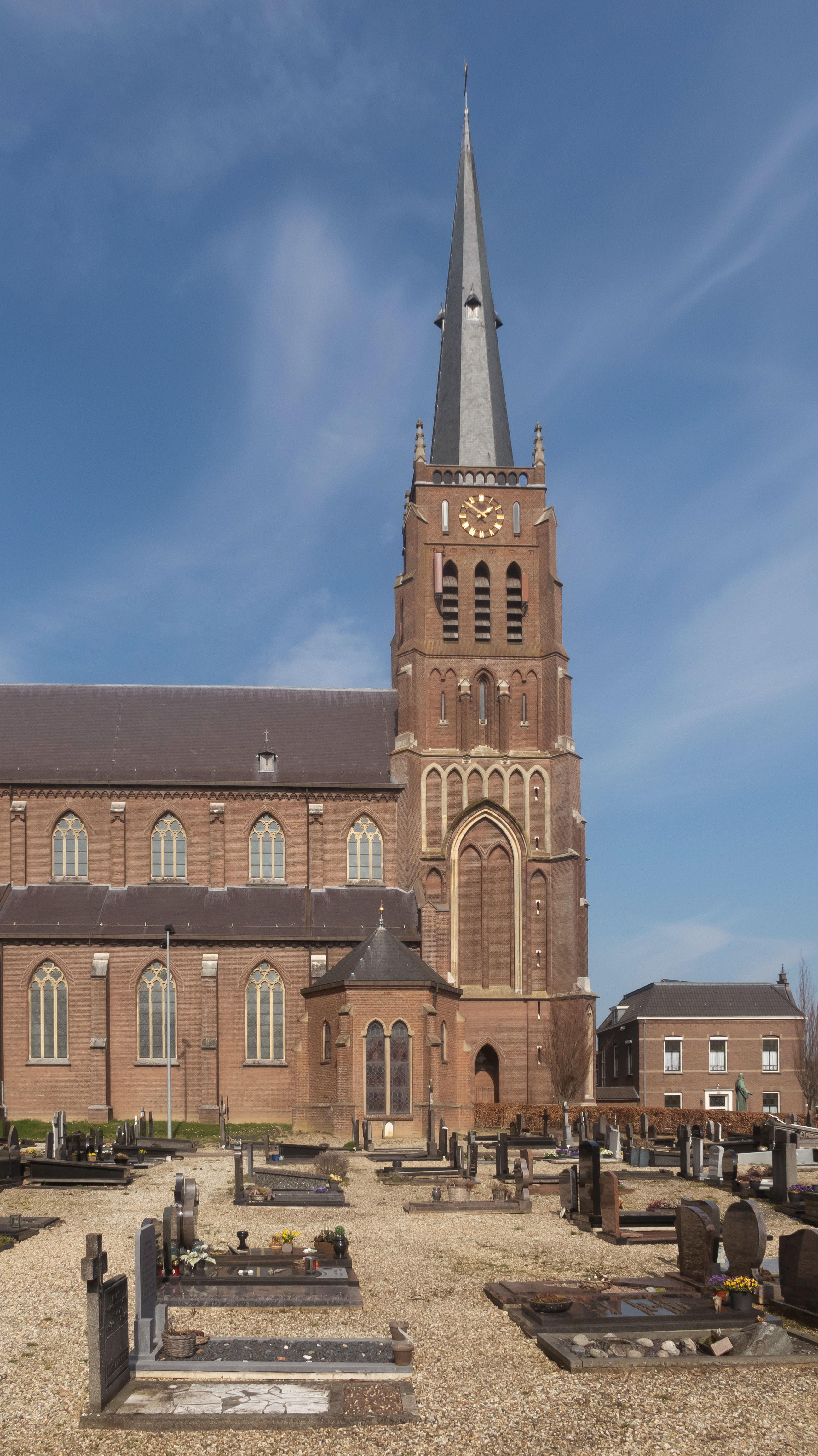
Церква св. Барбари
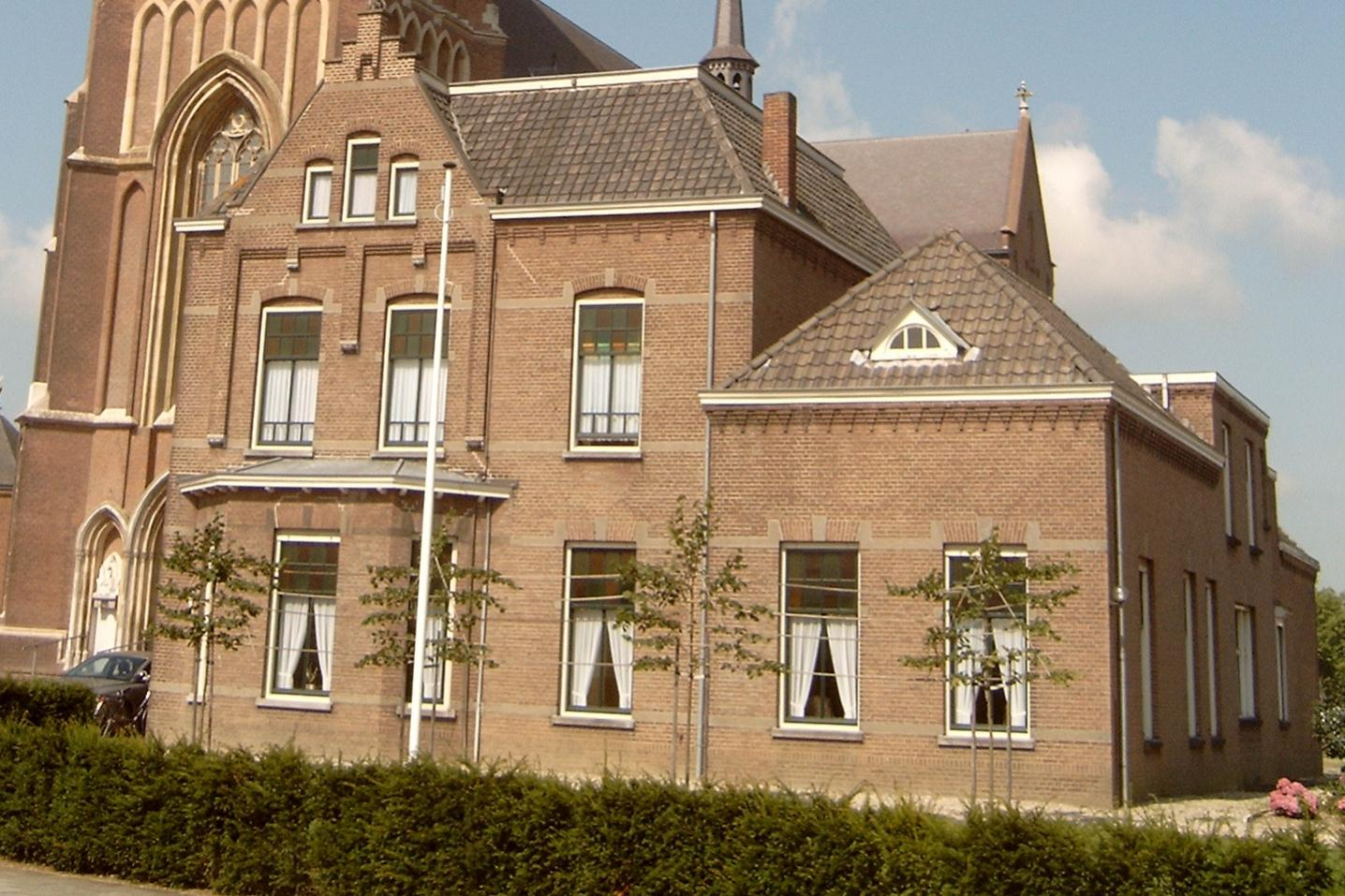
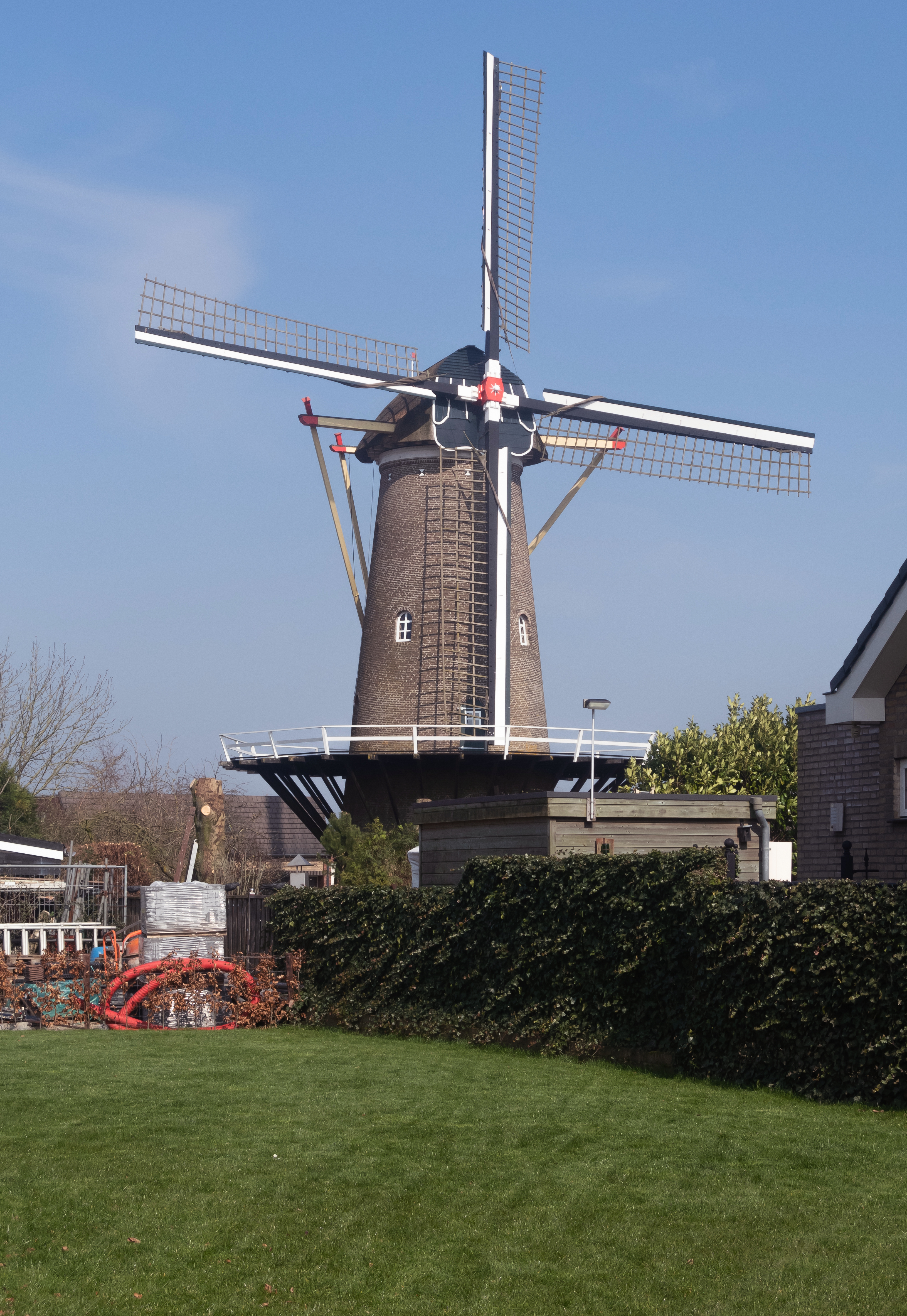
Вітряк
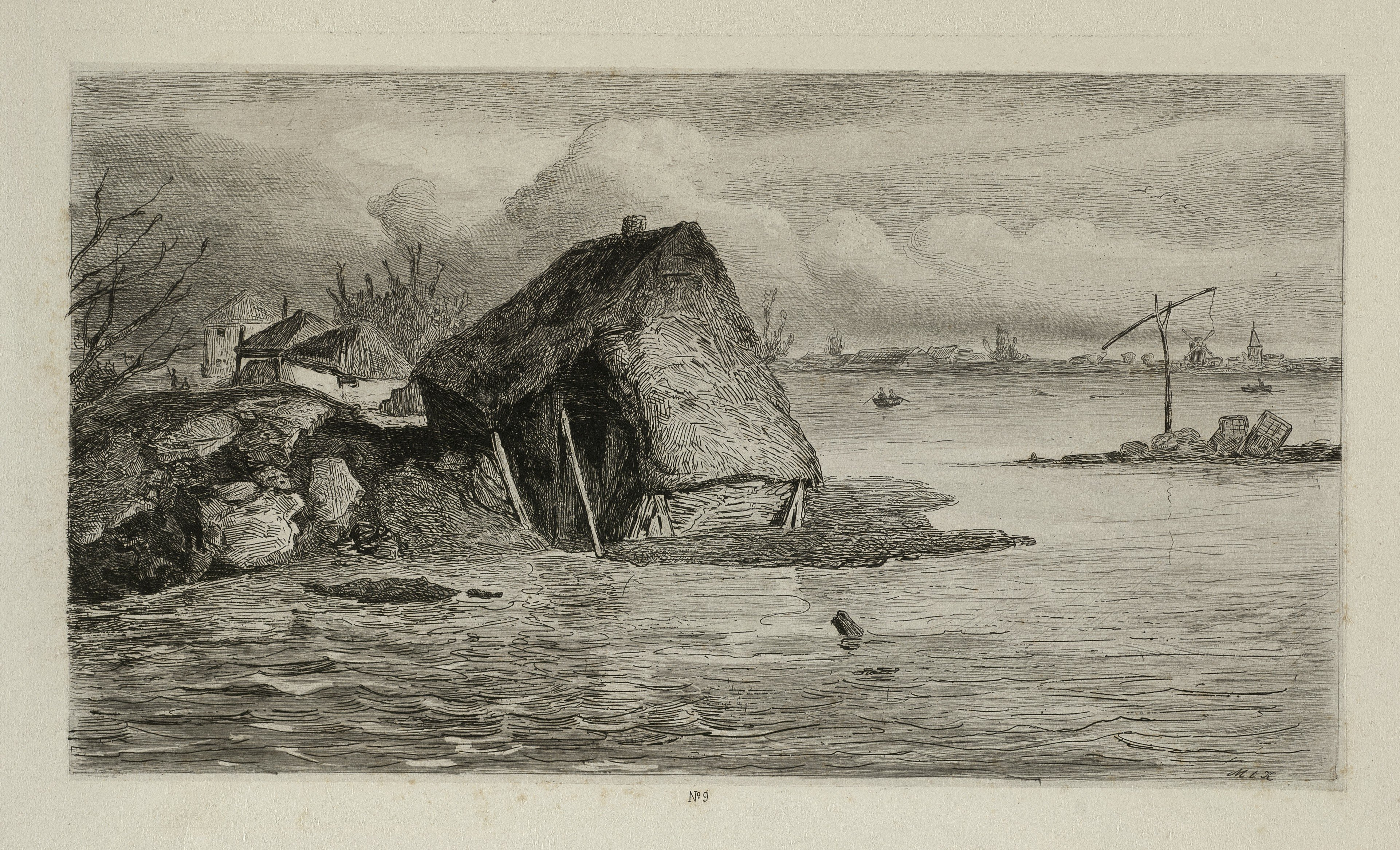
Малюнок повені 1855 року